# Chýnice
Chýnice település Csehországban, Nyugat-prágai járásban. Chýnice Choteč, Vysoký Újezd, Dobříč, Tachlovice, Zbuzany, Roblín és Třebotov településekkel határos. Lakosainak száma 437 fő (2024. január 1.).

## Népesség
A település lakosságának változását az alábbi diagram mutatja:
| Lakosok száma | 282  | 288  | 353  | 270  | 232  | 228  | 386  | 397  | 439  | 437  |
|               | 1869 | 1890 | 1921 | 1950 | 1980 | 2001 | 2017 | 2019 | 2022 | 2024 |